# Бэкдор в XZ
Бэкдор в пакете XZ Utils для Linux был выпущен 24 февраля 2024 года и обнаружен 28 марта. Внедрялся в SSHD (Secure Shell Daemon) — часть OpenSSH, службу для Unix-подобных ОС, позволяющую удалённым пользователям выполнять команды консоли. «Отравленный» SSHD выполняет команды консоли от неизвестного центра, владеющего скрытым ключом. Бэкдор пассивен: центр сам должен пройти брандмауэр и подключиться к компьютеру. Угроза была обнаружена и остановлена ещё в нестабильных выпусках, до того, как был нанесён масштабный урон.
Предварительно откомпилированный вредоносный код для архитектуры x64 тайно встроен в динамическую библиотеку сжатия данных LibLZMA. Неизвестный хакер два года втирался в доверие, пытаясь взять на себя часть работы программиста-одиночки, глубоко знает архитектуру Linux и работу утилит сборки.
Бэкдор получил идентификатор CVE-2024-3094 и максимальный балл серьёзности 10,0.
Это классическая атака на цепочки поставки: вместо того, чтобы атаковать сам OpenSSH, атаковали менее защищённого поставщика. Как отмечает The Economist, «бэкдор в XZ Utils считается первой известной атакой на менее защищённые части критичной открытой программы, но это не значит, что атака была действительно первой — и вряд ли будет последней».
Инцидент раскрыл множество слабых звеньев в открытом сообществе: организационных, технических проблем и просто ошибок. Хакер был вынужден скрыться, пока одну из проблем не исправили. Некоторые уязвимости были устранены сразу, другие же требуют более сложного исправления.

## Кто уязвим и как избавиться
Бэкдор рассчитывался на Linux для x64 и успел попасть в Fedora 40, мартовские сборки Arch Linux (где он оказался нерабочим) и в передовые нестабильные каналы обновления. Об атаке также сообщили Kali Linux и OpenSUSE.
Не были подвержены бэкдору:
- Другие ОС, не основанные на Unix и x64
- FreeBSD с консервативной политикой стабильности, другими методами сборки программ и другой стандартной библиотекой Си[11]
- Сборки, в которых SSHD не зависит от LibSystemd: Arch Linux, Gentoo и NixOS[7]
- Ubuntu с консервативной политикой стабильности: она не успела обновиться

Чтобы избавиться от бэкдора, нужно откатить пакет xz-utils 5.6.0 или 5.6.1 до 5.4 — или обновить до следующей версии 5.6.2. Многие авторы дистрибутивов сделали пакеты-откаты: например, для OpenSUSE таковым является 5.6.1.revertto5.4.

## История

### Предпосылки
Утечка 1998 года говорила, что Linux — враг Microsoft, но компания времён 2020-х даже платит программистам за ПО для Linux.
Сборка программы из человекоредактируемых исходных файлов — это всегда сложный процесс: она длится долго, отличается для игр и библиотек, для Windows и Linux, на машине разработчика и на выпуск. Не зря инженер по выпуску — отдельная специальность в разработке крупного ПО. Скрипты сборки не проходят такую ревизию, как исходные тексты: выходит действующая программа — и хорошо.
В любом ПО признак хорошего тона, а для копилефт-лицензий (GPL) даже требование — зафиксировать (например, в архиве), из каких исходных файлов собран пакет — и скрипт сборки тоже. Если процесс выпуска плохо налажен или сборка неофициальная, в репозитории и зафиксированных исходных текстах бывает разный скрипт сборки. Новаторством стало то, что эти изменения — малая часть вредоносного кода.
Репозитории библиотек, работающих с файлами какого-то формата (например, с архивами), содержат немалое количество тестовых архивов, взявшихся из разных источников: найденных у пользователей, созданных вручную или какой-то утилитой. Для многих из этих файлов нет лучшего «исходника», чем сами файлы. Там и спрятали основную часть зловреда.
В 2020 году веб-комикс xkcd написал, что вся инфраструктура современных IT где-то в глубине держится на программе, бескорыстно поддерживаемой парнем из Небраски. Прецеденты этого были: в 2016 году турецко-американский программист Азер Кочулу, получив от авторов программы Kik Messenger требование отдать имя Kik и поняв, что NPM на их стороне, удалил из NPM все свои пакеты, включая тривиальную функцию leftpad (en:npm left-pad incident), на несколько часов парализовав сверхпопулярный React — и, по странному совпадению, Kik Messenger тоже. Именно таким — поддерживаемым одним человеком в свободное время — оказался пакет XZ Utils, позволивший открытому ПО сжимать не хуже WinRAR. Нумерация версий у него «чёт-нечет»: у стабильных версий вторая цифра чётная.
Закон Линуса действует только отчасти: чтобы найти хорошо замаскированную ошибку, нужно знание кода, и чаще на код смотрит автоматика, проверяющая критичные части ПО.
Есть специфичное для проекта GNU расширение формата ELF под названием косвенная функция (IFUNC) — у некоторых важных подпрограмм вроде memcpy есть несколько версий: скажем, общая и оптимизированная под набор команд SSE4. Загрузчик вызывает специальную функцию (resolver), та проверяет возможности процессора и возвращает ссылку на одну из версий, ещё до подстановки адресов в машинный код главной программы. Прикладной программе не нужна даже перекомпиляция. Этот resolver обычно маленький (вызов функции CPUID из библиотеки языка и анализ результатов), вызывается рано (при загрузке программы) и всегда (даже если ни одной функции главной программе не нужно).
Программисты часто отказываются от библиотеки, особенно в форме динамического модуля (*.dll/*.so), по собственным причинам: слишком велика, недостаточно кроссплатформенна, или ещё по каким-то. Разработчики дистрибутивов своими силами налаживали передачу в систему информации о работе службы SSHD через функцию libsystemd.sd_notify, но OpenSSH упорно не принимали зависимость от LibSystemd. Хоть часть задачи — автоматический перезапуск «упавшей» службы — попытались решить окольным путём в конце 2016, но отказались из-за ненадёжности.

### Внедрение хакера в проект
Осенью 2021 на GitHub появился пользователь с ником JiaT75, подписывавшийся как Jia Tan (Цзя Тань). Первое его изменение в библиотеке LibArchive было крайне подозрительным и могло дестабилизировать старые терминальные программы. Тогда же он вносит первые мелкие изменения (стилевые настройки, воспроизводимость результатов) в XZ Utils.
Весной 2022 Цзя вносит изменение в Java-версию XZ Utils. Сразу же появляются несколько «пользователей», желавших заполучить это изменение, и один из них в грубой форме требует, чтобы финн Лассе Коллин (Lasse Collin), единственный человек, поддерживавший проект, передал управление Цзя, если сам не справляется с потоком проблем. В ответ Лассе ссылается на депрессию.
С января 2023 Цзя всё больше и больше включается в работу над XZ. В частности, он объявляет себя контактным лицом проекта.
В июне 2023 Цзя включает первую косвенную функцию (IFUNC) — CRC64 для новых процессоров (Intel с 2010, AMD с 2013). Дальнейшая активность автора функции, Ханса Янсена, незначительна. Польза от такой оптимизации сомнительна, ведь быстрая (не криптографическая) контрольная сумма — не самое критичное место библиотеки сжатия.
В январе 2024 Цзя перемещает главный сайт на GitHub Pages — единственный ресурс, к которому имеет доступ.
Кроме того, Цзя частично отключает OSS-Fuzz (автоматическое тестирование открытого ПО мусорными данными) и полностью — Landlock (автоматическую проверку на постороннюю функциональность). Landlock проверяет программу XZ, а не библиотеку, а она ничего постороннего не делала ни при каких условиях — полагают, что это на будущее.

### Атака
23 февраля 2024 года Цзя вносит несколько тестовых архивов, два из которых содержат бэкдор, и собирает версию 5.6.0. В зафиксированных исходных текстах в скрипте сборки оказываются 26 лишних строк по сравнению с Git. Сразу нашлись две ошибки, стабильность Gentoo Linux и срабатывание Valgrind (программы поиска ошибок доступа к памяти) прямо на вредоносной функции у Red Hat.
За две недели, пока Цзя исправлял ошибки, бэкдор не обнаружили, и 9 марта он обновляет архивы с бэкдором, описав как «взяты постоянные настройки случайности», без указания, какие — это будет версия 5.6.1. Чтобы больше не менять эти архивы, он вносит поиск обновлений. Заодно он делает пустое изменение, якобы исправляющее Valgrind.
Тем временем в LibSystemd появляется изменение: загружать редко нужную LibLZMA динамически, когда она нужна, чтобы уменьшить размер стартового виртуального «диска» (initrd, механизм начальной загрузки Linux, позволяющий разворачивать ПО, пока не загрузилась поддержка файловых систем). Это должно сломать бэкдор (LibLZMA выпадает из зависимостей SSHD), и хакер решает активно рекламировать пакет, чтобы попасть в стабильный канал обновлений раньше LibSystemd. В конце марта упомянутый Ханс Янсен убедил Debian взять 5.6.1. 28 марта Цзя рекламирует 5.6.1 перед Ubuntu — но через несколько часов Debian откатывают, а на следующий день о бэкдоре узнают все.

### Обнаружение
28 марта 2024 года программист из Microsoft Андрес Фройнд (Andres Freund) предупреждает о бэкдоре производителей Linux, 29 марта — всех.
Он испытывал PostgreSQL на производительность на новейшем нестабильном выпуске Debian Linux и обнаружил замедление: подключение по SSH занимало не 0,3, а 0,8 секунды. Андрес пришёл к выводу, что виноват пакет XZ Utils версий 5.6.0 и 5.6.1, вспомнил срабатывание Valgrind месяц назад и отследил почти все факты:
- это наверняка бэкдор;
- какая функция виновата, где спрятана и как попадает в скомпилированный пакет;
- при каких условиях срабатывает;
- кто хакер — по его мнению, Цзя именно хакер под прикрытием, а не взломанный разработчик.

Что делает функция и как она встала на место OpenSSL, ему понять не удалось.

### После обнаружения
Лассе Коллин, руководитель проекта, сделал периодически обновляемый пресс-релиз, содержащий только сухие факты.
GitHub закрыл проект и все его зеркала, и забанил обоих пользователей. Лассе вернул домашнюю страницу на личный сервер, и там же развернул Git-репозиторий проекта. Лассе разбанили 2 апреля, а 9 апреля проект снова переехал на GitHub. GitHub закрыл все запросы на изменения (pull requests), как будто их закрыл Лассе, а когда Лассе стал снова их открывать, чтобы проверить и внести — снова автоматически закрывал.
Авторы дистрибутивов откатили XZ до 5.4 и исключили Цзя из доверенных сборщиков.
Провели более глубокий аудит изменений Цзя и откатили многие его изменения, включая LibArchive.
Началась волна сокращения цепочек поставки в критичном ПО, в частности:
- В OpenSSH написали автономную функцию sd_notify, чтобы авторы дистрибутивов не делали патчи с посторонними зависимостями[19]. Проблема стояла с 2016 года, но занялись ею только после бэкдора. Несколько позже LibSystemd написала свой вариант автономной sd_notify[18] — для всех, кому библиотека нужна только ради этой функции.
- Начались разговоры об отказе LD (стандартного линкера GNU) от JSON-библиотеки[18] — но поскольку ошибки в метаданных исполняемого файла Linux и неадекватная реакция ПО на них возможны уже сейчас, а атака на LibJanssen будет не скоро, оставили как есть. Альтернативные скоростные линкеры LLD и MOLD смотрят на JSON как на чёрный ящик, никак не проверяя, да и LD можно собрать в такой конфигурации[33].

Ubuntu отложила на неделю апрельскую бета-версию, и своими силами пересобрала все пакеты.
CMake и Autoconf исправили ошибки, по-видимому, задействованные в бэкдоре.

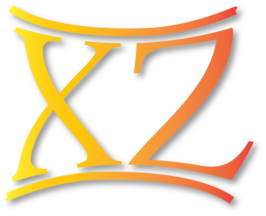
Эмблема авторства Цзя, ставшая эмблемой бэкдора

Новая чистая версия XZ, вышедшая 29 мая, получила номер 5.6.2. Отдельные изменения:
- Выброшены косвенные функции (IFUNC) — выигрыш от них действительно был настолько мал, что не сто́ит усложнения проекта.
- Запуск тестов перенесён в отдельный скрипт CMake, чтобы сборка работала и без тестов.
- Для всех тестов прописана методика их воссоздания. Выброшены старые тесты, которые являются сами себе исходниками,— два объектных файла неизвестного происхождения. Документация в формате PDF также воссоздаётся из формата man, а не хранится в репозитории.
- Убрана эмблема, нарисованная Цзя, — она стала эмблемой бэкдора, а не проекта в целом.

Проект оказался в центре внимания, и добровольцы помогли сделать версию 5.6.3, направленную на совместимость с Windows: длинные пути, поддержка Юникода и прочее. Версия 5.6.4 исправила мелкие ошибки по поддержке Windows.

### Личность Цзя
Имя Jia Cheong Tan вряд ли бывает у жителя континентального Китая. Нашли некоего Jia Tan из Калифорнии, но исследователи больше склоняются к краже имени.
Заявленный часовой пояс — UTC+8 (Восточная Азия), IP-адрес — сингапурский VPN, что ни о чём не говорит. Основная часть правок сделана в 12…17 часов UTC, что похоже на рабочее время UTC+2 или +3 (Европа от Греции до России, Ближний Восток, часть Африки). Девять правок сделаны с заявленным часовым поясом UTC+2/3 — возможно, финн Лассе принял изменения своими руками, или хакер забыл переключить часовой пояс. Работал в китайские праздники и не работал в европейские.

## Принцип действия
Бэкдор устроен очень сложно. Окольными путями решаются три вопроса: как протащить вредоносный код в открытый проект; как его подключить к SSHD, который LZMA вообще не вызывает, даже в тех дистрибутивах, где есть зависимость SSHD ← LibSystemd ← LibLZMA; как подключить нужный для работы OpenSSL, не требуя его явно.

### Сборка вредоносного LibLZMA
1. Скрипт сборки, лежащий в зафиксированных исходных текстах (не в Git), находит пример плохого архива tests/files/bad-3-corrupt_lzma2.xz (без явного указания этого имени[13]), четырьмя заменами (TAB↔пробел, дефис↔подчерк) превращает его в хороший, и распаковывает более старым скомпилированным XZ[38]. На выходе получается командный файл.
2. Этот файл распаковывает второй пример, на сей раз хорошего архива — tests/files/good-large_compressed.lzma — 1 килобайт распакованных данных пропускается, 2 читаются, 1 снова пропускается…
3. То, что получилось, обрабатывается шифром простой замены и снова разархивируется. В результате снова получается командный файл, который и прислал Фройнд[39].
4. В этом командном файле были какие-то скрипты на будущее — например, поиск обновлений в других тестах. А если обновлений нет — из тех же тестовых файлов сходным образом извлекается заранее откомпилированный объектный файл liblzma_la-crc64-fast.o и расшифровывается RC4, написанным на препроцессоре AWK.
5. Кроме того, корректирует два связанных с косвенными функциями Си-файла (CRC64 и CRC32), чтобы они вызывали вредоносную функцию _get_cpuid[13], а не системную __get_cpuid[40]. Одного файла хватало, но, видимо, хакер хотел, чтобы выбор обеих косвенных функций выглядел в дизассемблере одинаково[13].

Объектный файл занимает 86 килобайт, что многовато для одной оптимизированной функции. В действительности функций там несколько десятков, и все переименованы так, чтобы не вызывать подозрение: одна из таблиц префиксного дерева называется Llzip_decode_1.
Командные файлы Цзя полагались на ошибки в CMake и Autoconf.

### Подключение вредоносных функций к SSHD
На конец апреля 2024 бэкдор полностью исследован, несмотря на определённую защиту от исследования: например, условия x=="string" записаны не открытым текстом, а в виде префиксного дерева: findInTrie(x)==stringId.
В описании на сайте CVE было написано, что библиотека может «перехватывать и менять обмен данными» с LibLZMA, но исследователи об этом не пишут, бэкдор направлен исключительно на SSHD.
Во многих дистрибутивах SSHD неофициально подключает функцию sd_notify из библиотеки LibSystemd, чтобы передавать другому ПО, в каком состоянии служба. Эта библиотека совсем в других функциях полагается на LibLZMA.
Подпрограмма выбора косвенных функций crc64_resolve находится в Си-файле с оптимизированными функциями — она должна при загрузке выбрать версию функции CRC64. После изменений, внесённых на этапе сборки, она вызывает вредоносную _get_cpuid, та, если функция запущена из программы /usr/sbin/sshd и в переменных среды отсутствует код отключения, перекомпоновывает программу:
1. Ищет в памяти процесса образы других ELF-модулей и, не требуя явно OpenSSL, находит в памяти указатели на его шифровальные функции, которые потребуются в процессе вредоносной работы[46].
2. Подменяя память функции, нужной, чтобы программа могла следить за процессом динамической компоновки, заменяет три функции OpenSSL на вредоносные[46]. Наиболее известна из них RSA_public_decrypt, попавшая в отчёт Фройнда[29], но остальные две делают то же самое[45].

### Бэкдор
RSA_public_decrypt запускается ещё до того, как проверит имя пользователя — на стадии обмена ключами. Ключ шифрования и является командой для бэкдора.
Функция пробует расшифровать ключ симметричным шифром ChaCha20 (команда зашифрована, чтобы походила на ключ), делает несложную проверку заголовка, а потом проверяет электронную подпись, сделанную шифром Ed448. Если подпись сходится, команда выполняется. Подтверждена следующая вредоносная функциональность:
- Исполнить любую команду консоли функцией system(). Подменив открытый ключ на собственный, блогеры повторяли это поведение[48];
- При следующем подключении не проверять пароль;
- Отключить часть логов SSHD на некоторое время;
- Включить/выключить отладочный вывод самого себя;
- Отключить Pluggable Authentication Modules.

## Поднятые вопросы
В очередной раз после Heartbleed и NPM/React получилось, что критичная инфраструктура оказалась в руках неоплачиваемого хобби-разработчика. Как отмечает эксперт Михал Залевский (Michal Zalewski):
Вывод состоит в том, что несказа́нные триллионы долларов опираются на программный код, написанный любителями. В программном обеспечении интернета могут скрываться и другие пока не обнаруженные лазейки.
Оригинальный текст (англ.)The bottom line is that we have untold trillions of dollars riding on top of code developed by hobbyists. Other backdoors may yet lurk, undiscovered, elsewhere in the internet’s critical software.
Снова после утечек Сноудена поднят вопрос о государственных хакерах, внедрившихся в открытое сообщество, тем более в хакере есть признаки жителя Восточной Европы на зарплате. По мнению The Economist, выдержка, проявленная Цзя, а также поддержка некоторых других аккаунтов, рекомендовавших Коллину передать свою работу новичку, указывают на операцию государственной разведслужбы.
Издание также отмечает, что атаки на цепочки поставки становятся всё более частыми. Так, в 2019—2020 годах российская служба внешней разведки проникла в сети правительства США через платформу управления сетями SolarWinds Orion. Хакеры на службе правительства КНР вмешались в прошивку роутеров Cisco с целью получения доступа к экономическим, коммерческим и военным объектам США и Японии.
Из технических вопросов — прозрачность инфраструктуры сборки (например, почему в скрипте сборки были функции eval и AWK), попавшие в открытый доступ методики атаки на чужую память.